# Livron
Livron (okzitanisch: Liuron) ist eine französische Gemeinde mit 364 Einwohnern (Stand: 1. Januar 2022) im Département Pyrénées-Atlantiques in der Region Nouvelle-Aquitaine (vor 2016: Aquitanien). Sie gehört zum Arrondissement Pau und ist Teil des Kantons Vallées de l’Ousse et du Lagoin (bis 2015: Kanton Pontacq).

## Geografie
Livron liegt etwa 20 Kilometer ostsüdöstlich von Pau am Fuß der Pyrenäen. Durch die Gemeinde fließt die Ousse. Umgeben wird Livron von den Nachbargemeinden Espoey im Norden und Nordwesten, Luquet im Norden und Nordosten, Pontacq im Osten und Südosten, Barzun im Süden sowie Hours im Westen.

## Bevölkerungsentwicklung
| 1962                      | 1968 | 1975 | 1982 | 1990 | 1999 | 2006 | 2013 |
| ------------------------- | ---- | ---- | ---- | ---- | ---- | ---- | ---- |
| 231                       | 232  | 243  | 241  | 266  | 298  | 382  | 426  |
| Quelle: Cassini und INSEE |      |      |      |      |      |      |      |

## Sehenswürdigkeiten

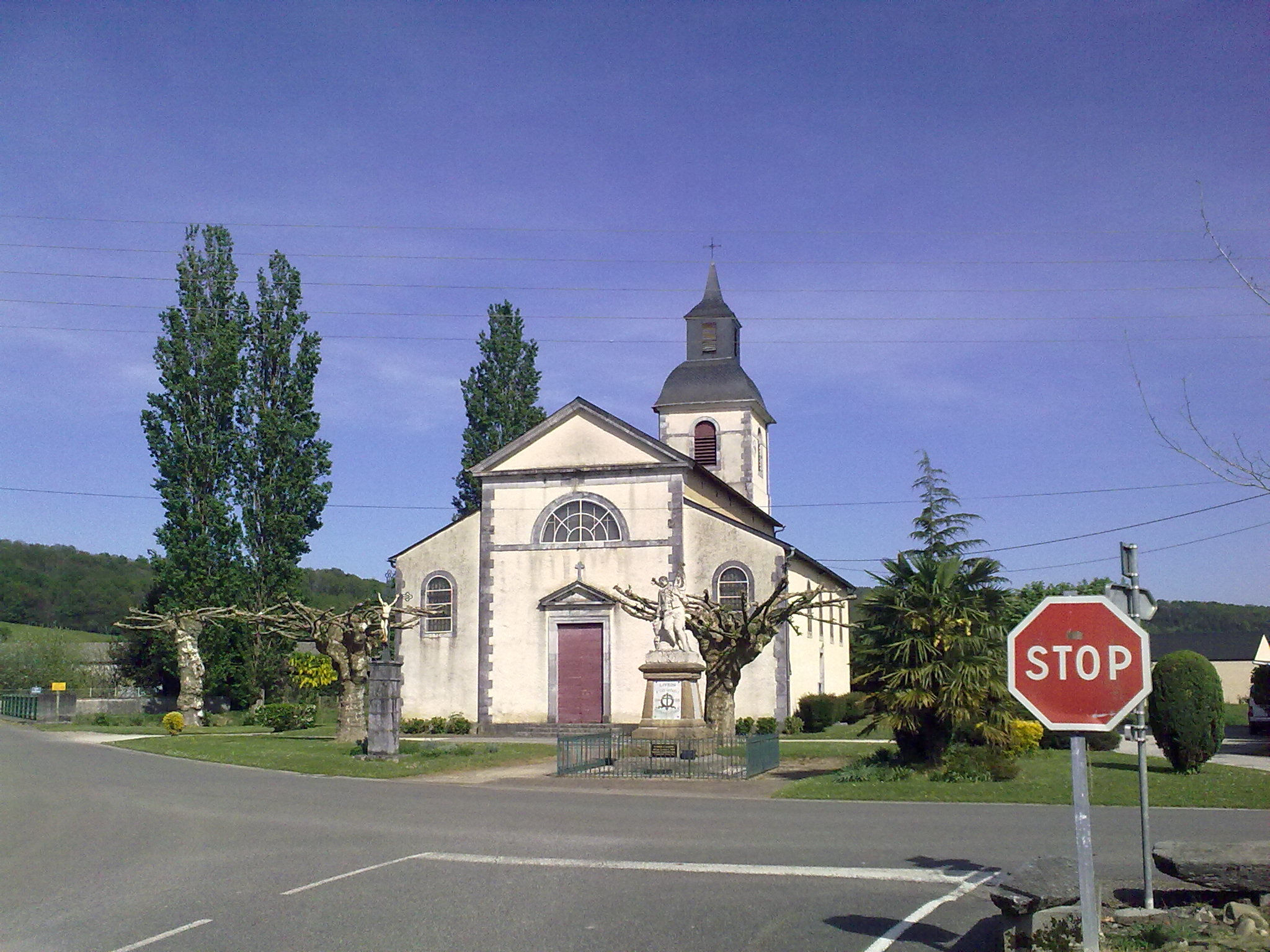
Kirche Saint-Martin

- Kirche Saint-Martin, 1860 erbaut